# Francesco Speroni
Francesco Enrico Speroni (n. 4 octombrie 1946, Busto Arsizio) este un politician  italian, fost membru al Parlamentului European în perioada 1999 - 2004 din partea Italiei.
1. 1 2 3 4  Deputații în Parlamentul European
2. ↑  senato.it, accesat în 25 ianuarie 2022
3. 1 2   http://www.assembly.coe.int/nw/xml/AssemblyList/MP-Details-EN.asp?MemberID=3193 Lipsește sau este vid: |title= (ajutor)